# Министерство иностранных дел Либерии
Министерство иностранных дел Либерии отвечает за управление отношениями Либерии с другими странами. Нынешним министром иностранных дел является Августин Нгафуан, Министерство иностранных дел находится в Монровии.